# Língua sasak
A língua Sasak é falada pelo povo Sasak que forma a maior parte da população da ilha Lombok, Indonésia. É muito relacionada com as línguas de Bali e na metade ocidental de Sumbawa. A língua tem cinco dialetos, os quais não são mutuamente inteligíveis:
- Kuto-Kute (Sasak Norte)
- Nggeto-Nggete (Sasak Nordeste)
- Meno-Mene (Sasak Central)
- Ngeno-Ngene (Sasak Central Leste e Oeste)
- Meriaq-Meriku (Sasak Central Sul)

## Escritas
A língua Sasak já teve uma escrita própria, a Aksara, um abugida com 16 símbolos, com influência das escritas Balinesa e Javanesa. Essa escrita foi pouco usada, pois na época poucos de seus falantes escreviam. Hoje se usa o alfabeto latino numa forma sem as letras F, V, Z. Usa as formas Ng e Ny.